# Ailly-sur-Noye
Ailly-sur-Noye é uma comuna francesa na região administrativa de Altos da França, no departamento de Somme. Estende-se por uma área de 25,35 km². Em 2010 a comuna tinha 2 866 habitantes (densidade: 113,1 hab./km²).